# Феді Бен Чуг
Феді Бен Чуг (араб. فادي بن شوڤ / фр. Fedi Ben Choug; нар. 12 березня 1995, Париж, Франція) — французький та туніський футболіст, півзахисник «Есперанса».

## Життєпис
Футбольну кар'єру розпочав у «Парижі», проте з командою лише тренувався. Загати в столичному клубі не зумів, провів 1 матч за другу команду парижан в аматорському чемпіонаті Франції 2. 1 лютого 2015 року прийняв пропозицію представника аматорського чемпіонату Франції «Абревілль».
30 липня 2015 року підписав контракт з туніським «Сфаксьєном», але заграти в команді не зумів. Під час зимового трансферного вікна перейшов в орендо до «Стад Тунізьєн». 7 вересня 2016 року перейшов до «Бізертена», де протягом трьох сезонів був гравцем основної обойми. 1 липня 2019 року вільним агентом перейшов до «Есперансу», з яким підписав 3-річний контракт.

## Статистика виступів

### У збірній
Станом на 1 червня 2019.
| Клуб                     | Сезон             | Чемпіонат                       | Чемпіонат | Чемпіонат | Кубок | Кубок | Континентальний | Континентальний | Інші  | Інші | Загалом | Загалом |
| Клуб                     | Сезон             | Дивізіон                        | Матчі     | Голи      | Матчі | Голи  | Матчі           | Голи            | Матчі | Голи | Матчі   | Голи    |
| ------------------------ | ----------------- | ------------------------------- | --------- | --------- | ----- | ----- | --------------- | --------------- | ----- | ---- | ------- | ------- |
| «Париж Б»                | 2014–15           | Аматорський чемпіонат Франції 2 | 1         | 0         | 0     | 0     | –               | –               | 0     | 0    | 1       | 0       |
| «Абревілль»              | 2014–15           | Аматорський чемпіонат Франції   | 2         | 0         | 0     | 0     | –               | –               | 0     | 0    | 2       | 0       |
| «Сфаксьєн»               | 2015–16           | ТПЛ-1                           | 0         | 0         | 0     | 0     | 0               | 0               | 0     | 0    | 0       | 0       |
| «Стад Тунізьєн» (оренда) | 2015–16           | ТПЛ-1                           | 11        | 0         | 0     | 0     | 0               | 0               | 0     | 0    | 11      | 0       |
| «Бізертен»               | 2016–17           | ТПЛ-1                           | 10        | 1         | 1     | 1     | 0               | 0               | 0     | 0    | 11      | 2       |
| «Бізертен»               | 2017–18           | ТПЛ-1                           | 17        | 0         | 0     | 0     | 0               | 0               | 0     | 0    | 17      | 0       |
| «Бізертен»               | 2018–19           | ТПЛ-1                           | 19        | 0         | 0     | 0     | 0               | 0               | 0     | 0    | 19      | 0       |
| «Бізертен»               | Загалом           | Загалом                         | 46        | 1         | 1     | 1     | 0               | 0               | 0     | 0    | 47      | 2       |
| Усього за кар'єру        | Усього за кар'єру | Усього за кар'єру               | 60        | 1         | 1     | 1     | 0               | 0               | 0     | 0    | 61      | 1       |

Примітки
1. ↑  Матчі в кубку Тунісу